# Mount Waldron
Mount Waldron är ett berg i Antarktis. Det ligger i Västantarktis. Chile gör anspråk på området. Toppen påMount  Waldron är 3 100 meter över havet, eller 736 meter över den omgivande terrängen. Bredden vid basen är 5,7 km.
Terrängen runt Mount Waldron är bergig österut, men västerut är den kuperad. Trakten är obefolkad. Det finns inga samhällen i närheten. 